# Коротков, Сергей Александрович (хоккеист)
Сергей Александрович Коротков (11 февраля 1951, Москва — 20 марта 1995, Москва) — советский хоккеист. Мастер спорта международного класса.

## Биография
Воспитанник «Спартака» (Москва), игрок клуба в 1969—1982 годах, «Крыльев Советов» (1978—1979), клуба «Гамбург» (ФРГ) (1982—1983).
В чемпионатах СССР провел 401 матч и забросил 59 шайб. За сборную СССР провёл 14 игр, забил 2 гола.
Капитан команды «Шайба» Куйбышевского района (Москва), победившей в первом турнире «Золотая шайба» в 1964 году. Забил в финале 2 шайбы, признан лучшим игроком турнира.
Сыновья Юрий и Константин (1972 г.р.); Константин также стал профессиональным хоккеистом.
Похоронен на Преображенском кладбище.

## Достижения
- Чемпион Европы среди юниоров 1970
- Серебряный призёр чемпионата мира 1976
- Бронзовый призёр чемпионата Европы 1976
- Чемпион СССР 1976
- Серебряный призёр чемпионатов СССР 1970, 1973, 1981, 1982
- Бронзовый призёр чемпионатов СССР 1972, 1975, 1980
- Обладатель Кубка СССР 1970, 1971
- Обладатель Кубка Шпенглера: 1980, 1981
- Победитель 4-й Зимней Спартакиады народов РСФСР: 1970 (за сборную Москвы)
- Состоит в «Клубе Фетисова» — 59 шайб[2].
- Состоит в «Зале Славы» ХК «Спартак Москва»[3].
- 4 января 2014 года за заслуги перед ХК «Спартак Москва» свитер Сергея Короткова с номером 22 был поднят под своды ЛД «Сокольники».[источник не указан 1374 дня]